# مقاطعة نيكودوشيز (تكساس)
مقاطعة نيكودوشيز (بالإنجليزية: Nacogdoches  County)‏ هي إحدى المقاطعات في ولاية تكساس، الولايات المتحدة الأمريكية.
يبلغ عدد سكانها 64,524 طبقا لإحصاء عام 2010 ، و تبلغ مساحتها 2,540 كيلو متر مربع.

موقع المقاطعة في ولاية تكساس